# 贤 (莎车)
贤（？—62年），东汉时莎车国王。
贤的父亲是忠武王延。建武九年（33年），他的哥哥莎车王康去世，贤继位。贤在位时莎车是西域最强大的国家，贤攻打诛杀拘弥国王、西夜国王，让康的两个儿子分别担任两国国王。
建武十四年（38年），莎车王贤、鄯善王安都派使者进贡汉朝，请求重新设置都护。光武帝刘秀因中原初定，没有答应。建武十七年（41年），莎车王贤派使者进贡汉朝，再次请求设置都护。光武帝以其父子兄弟相约事汉，赐给贤西域都护印绶，以及车辆、旗帜、黄金、锦绣。敦煌郡太守裴遵上书：“夷狄不可假以大权，又令诸国失望。”刘秀下诏书收回都护印绶，改为大将军印绶。莎车使者不肯交换，裴遵强行夺回。贤从此开始怨恨汉朝，仍诈称是西域都护，向西域各国发令，各国全都归附。建武二十一年（45年），莎车王贤骄横跋扈，想要兼并西域，进攻邻国，索求重税，车师前王国、鄯善国、焉耆国等十八国，派王子到洛阳为人质，奉献珍宝，希望汉朝再派西域都护。刘秀因中原初定，匈奴未服，让各国人质都返回，赐他们丰礼。西域各国知道后给敦煌太守裴遵呈送公文：“希望您留下我们的人质，向莎车国宣称：人质已被留下，汉朝的都护不久出关，望莎车暂且停止军事行动。”裴遵奏报刘秀，得到应允。建武二十二年（46年），西域各国当人质的王子长期留在敦煌，因为思乡逃回本国。莎车王贤知道汉朝没有派都护，出兵击败鄯善，击杀龟兹国王建。鄯善王安上书汉朝：“愿再派王子到洛阳做人质，再请汉朝派都护。若汉朝不派都护，只能被迫屈服匈奴。”刘秀回答：“今使者大兵未能得出，如诸国力不从心，东西南北，何去何从，自己选择。”鄯善国、车师国归附匈奴。莎车又杀于阗、姑墨、子合诸王，遣将镇守。
永平三年（60年），贤武力强占于阗、大宛、妫塞等三国，派莎车将领镇守。于阗人杀死了莎车守将君得，立休莫霸为王。休莫霸与拘弥联兵杀莎车驻守皮山镇将，先派太子领兵进攻，后来贤亲自率领西域各国数万军队攻打于阗，被休莫霸打败，贤只身逃回到莎车国。休莫霸包围莎车时，中箭而死。广德即位为于阗王，贤将自己的女儿嫁给广德做妻子。永平四年（61年），于阗王广德率各国兵众三万进攻莎车，用计将莎车王贤诱骗出城，将他擒获。次年，将他杀死，吞并了莎车国。